# Ibycus
Ibycus (Grieks: Ἴβυκος, Ibykos) was een Grieks dichter van koorlyriek uit de 6e eeuw v.Chr. Hij was afkomstig van een voorname familie in Rhegium (nu Reggio Calabria). In een eerste levensfase was hij een gerespecteerd dichter uit de invloedssfeer van Stesichorus. Later was hij werkzaam aan het hof van Polycrates van Samos, waar hij in een andere stijl ging dichten: erotiek en persoonlijke gevoelens vormden de hoofdtoon.
Ibycus’ literaire werk ging grotendeels verloren. In bewaarde Ibycus fragmenten komt een zeer persoonlijke beleving van de erotische ervaring voor, namelijk als een last.

## Sage rond de dood van Ibycus
Volgens een reeds in de Klassieke oudheid vertelde sage zou Ibycus, op weg naar een bezoek aan de Isthmische Spelen te Korinthe, door twee rovers zijn overvallen en vermoord. De stervende dichter zag een vlucht kraanvogels overvliegen en bad tot de goden, dat deze getuigen de aan hem gepleegde misdaad zouden onthullen, en aan de gerechte straf voor de misdadigers zouden bijdragen. Korte tijd later vond een uitvoering van een tragedie plaats, toentertijd een ook religieus gebeuren.  De twee moordenaars waren ook in het amfitheater aanwezig. Na een indrukwekkende scène, waarin de wraakgodinnen (Erinyen) waren uitgebeeld, vloog plotseling een vlucht kraanvogels over. De hevig geschrokken moordenaars riepen uit: Zie, de kraanvogels van Ibycus!  Zo verraadden zij zichzelf en werden kort daarop voor de moord gestraft.
Dit gegeven is later diverse keren gebruikt in kunst en literatuur. Zeer bekend is de ballade Die Kraniche des Ibykus uit 1797 over dit onderwerp, geschreven door Friedrich Schiller.
- Bibsys: 90624742
- Biblioteca Nacional de España: XX1002297
- Bibliothèque nationale de France: cb12256897p (data)
- Gemeinsame Normdatei: 118775448
- International Standard Name Identifier: 0000 0004 0360 9188
- Library of Congress Control Number: n90702411
- Nationale Bibliotheek van Tsjechië: xx0321287
- Nationale Bibliotheek van Israël: 987007369842405171
- Nederlandse Thesaurus van Auteursnamen: 069746753
- Réseau des bibliothèques de Suisse occidentale: 02-A000084823
- Istituto Centrale per il Catalogo Unico: VIAV001063
- LIBRIS: 287051
- Système universitaire de documentation: 031333966
- Virtual International Authority File: 212789148
- WorldCat: E39PCjqvPcwRfCGJXhQhpG7MWC